# El baile de Luis Alonso
El mundo comedia es o El baile de Luis Alonso es un sainete lírico (zarzuela) en un acto, dividido en tres cuadros, en verso, con música de Gerónimo Giménez y libreto de Javier de Burgos. Se estrenó en el Teatro de la Zarzuela de Madrid, el 27 de febrero de 1896.
El baile de Luis Alonso se representa en la actualidad; en las estadísticas de Operabase aparece con sólo tres representaciones en el período 2005-2010. 

## Personajes
| Personaje                          | Tesitura               | Reparto del estreno, 27 de febrero de 1896 |
| ---------------------------------- | ---------------------- | ------------------------------------------ |
| María Jesús, mujer de Luis Alonso  | soprano o mezzosoprano | María Montes                               |
| Juana, gitana, mujer de Tinoco     | soprano o mezzosoprano | Lucrecia Arana                             |
| Doña Manuela, mujer del intendente | soprano                | Srta. González                             |
| Luis Alonso, maestro de baile      | tenor                  | Julián Romea Parra                         |
| Tinoco, guitarrista de la academia | tenor cómico           | José Moncayo                               |